# Grotto-Geysir

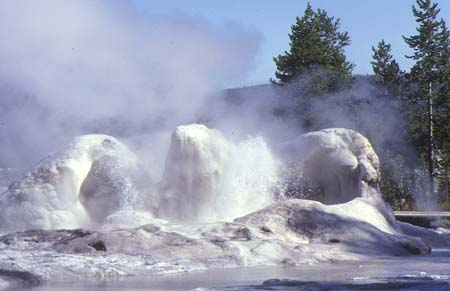
Grotto-Geysir

Der Grotto-Geysir (englisch Grotto Geyser) ist ein Geysir im oberen Geysir-Becken des Yellowstone-Nationalparks in den USA.
Der Geysir erhielt seinen Namen 1870 von der Washburn-Langford-Doane-Expedition, die das Gebiet erstmals erkundete.
Der Grotto-Geysir ist ein springbrunnenartiger Geysir. Seine Eruptionen finden etwa alle 8 Stunden statt und können von 90 Minuten bis zu mehr als 10 Stunden anhalten. Es gab bereits Eruptionen, die mehr als 24 Stunden dauerten. Das ausgestoßene Wasser erreicht zwar nur eine Höhe von bis zu 10 m, dafür wird allerdings eine große Menge Wasser ausgestoßen.
Die eigenartige Form des Geysirkegels, dem der Grotto-Geysir seinen Namen verdankt, ist vermutlich durch Sinterablagerungen der Geysir-Eruptionen auf Baumstümpfe entstanden.
Der Grotto-Geysir ist Teil der nach ihm benannten Grotto-Gruppe. Diese Gruppe mit ihren Verbindungen und wechselseitigen Einflüssen aufeinander gehört zu den komplexesten Geysir-Gruppen des Yellowstone-Nationalparks. Die Grotto-Gruppe ist zudem mit dem Giant-Geysir verbunden.